# 青州兵
青州兵为曹操收30萬青州黄巾余党所编成的一個組織化軍事單位。于禁、臧霸等人均曾率领。
然而此军于濮阳、宛城等戰爭表現不佳，甚至有劫掠惡行，故日後史料再無青州兵出擊事蹟，轉而用以執行杜襲、陈群等人制定的屯田制政策。
曹操死後，青州兵因恐懼天下生變，於是發動兵變、擊鼓並擅自離開洛陽。曹丕採納賈逵的建言，以糧食賞賜安撫青州兵後，青州兵就不見於紀錄。